# Víctor Merenda
Víctor Merenda (* 31. August 1923 in Cannes, Département Alpes-Maritimes; † 17. Januar 1968 in Arles, Département Bouches-du-Rhône) war ein französischer Filmregisseur, Drehbuchautor und Schauspieler.

## Leben und Karriere
1923 in der französischen Stadt Cannes im Département Alpes-Maritimes geboren, begann Merenda seine Filmlaufbahn 1951 als Schauspieler mit einer Nebenrolle in dem französischen Drama Schuldig von Regisseur Yvan Noé. Noch im gleichen Jahr folgte eine weitere kleine Rolle in Bernard Vorhaus romantischer Komödie Pardon My French mit Paul Henreid und Merle Oberon in den Hauptrollen. Da ihn die Schauspielerei aber nicht ausfüllte, begann er 1955 in der Funktion eines Assistant directors zu arbeiten, zuerst bei André Pergaments Produktion Das schwarze Gesicht vom Paris, danach bei Tant qu'il y aura des femmes unter dem Regisseur Edmond T. Gréville.
1957 gab Merenda sein Spielfilmdebüt mit dem Kriminalfilm Der Fall Mauguin oder Die acht schwarzen Frauen, in den Hauptrollen spielten Geneviève Kervine, Élina Labourdette und Christine Carrère. 1959 folgte dann die Literaturverfilmung von André Maurois Roman Guten Tag, ich bin ihr Mörder mit Henri Vidal und Lino Ventura in den Hauptrollen. 1963 drehte er die spanisch-französische Co-Produktion No temas a la ley, zu der er auch das Drehbuch schrieb. 1964 arbeitete er schließlich neben Regisseur Christian-Jaque als Second Unit Director bei dem Mantel und Degen-Abenteuer Die schwarze Tulpe mit Alain Delon. 1968 kurz vor seinem Tod stand er noch Regisseur Ken Annakin bei dessen Kriminalkomödie Die Platinbande zur Seite.
Víctor Merenda starb am 17. Januar 1968 im Alter von 44 Jahren in Arles.

## Filmografie (Auswahl)

### Als Regisseur
- 1957: Der Fall Mauguin oder Die acht schwarzen Frauen (Huit femmes en noir)
- 1959: Guten Tag, ich bin ihr Mörder (Sursis pour un vivant)
- 1960: La nuit des suspectes
- 1963: No temas a la ley

### Als Schauspieler
- 1951: Schuldig (Coupable?)
- 1951: Pardon My French

### Als Drehbuchautor
- 1963: No temas a la ley